# Kémiai informatika
A kémiai informatika (más néven keminformatika, illetve kemoinformatika) olyan tudományterület, amely a számítástudomány és az információtudomány technikáit alkalmazza a kémiai problémák tanulmányozásához és megoldásához. Tevékenységei közé tartozik a kémiai adatok és információk tervezése, létrehozása, kezelése, feldolgozása, begyűjtése, kinyerése, tárolása, rendszerezése, elemzése, előrebecslése, ábrázolása és disszeminációja. A kemoinformatika, a bioinformatika és a számítógépes kémia közötti határok nem állapíthatók meg pontosan, ezért sok az átfedés e területek között.

## Története
A kémiai informatika már az 1970-es évektől aktív tudományterület volt különféle formákban, effajta tevékenységet pl. egyetemi és gyógyszerészeti körökben is végeztek. A kemoinformatika fogalmát a gyógyszerhatóanyag felfedezések során definiálták, például F. K. Brown így fogalmazott 1998-ban:

„A kemoinformatika az információforrások vegyítése annak érdekében, hogy az adat információvá, az információ pedig tudássá váljon, azzal a céllal, hogy gyorsabban lehessen jobb döntéseket hozni a ligandumok (drug lead) azonosítása és optimalizálása terén.”

– F. K. Brown

## Alkalmazása
Gyakran használják hatékony és újszerű gyógyszerhatóanyagok tervezéséhez az orvostudományban, új és előnyösebb tulajdonságokkal rendelkező anyagok kutatásához az anyagtudományban, illetve mezőgazdasági vegyszerek fejlesztéséhez.

## Fordítás
Ez a szócikk részben vagy egészben  a   Cheminformatics című angol Wikipédia-szócikk ezen változatának fordításán alapul.  Az eredeti cikk szerkesztőit annak laptörténete sorolja fel. Ez a jelzés csupán a megfogalmazás eredetét és a szerzői jogokat jelzi, nem szolgál a cikkben szereplő információk forrásmegjelöléseként.